# 洛杉矶动物园
洛杉矶动物园（Los Angeles Zoo）是位于美国加利福尼亚州洛杉矶的一座动物园，由洛杉矶市运营，2002年改名为洛杉矶动物园和植物园（Los Angeles Zoo and Botanical Gardens）。

## 历史
洛杉矶的第一座动物园是1912年开业的格里斐斯公园动物园（Griffith Park Zoo），它在1966年关闭，原址上建起了现在的洛杉矶动物园，1966年11月28日正式开园。1992年1月公园水管爆炸，导致半个动物园缺水，市政府随即宣布将花费3亿美元翻修动物园基础设施。

### 事件
1979年，一匹叫做弗吉尼亚（Virginia）的狼曾多次从动物园逃脱，其中一次逃脱后在格里斐斯公园藏了一个月才被找到。1990年代和2000年代，洛杉矶动物园发生过30多起动物逃跑事件，逃跑的动物包括斑马、黑猩猩、袋鼠、羚羊以及逃跑过五次的大猩猩伊芙琳（Evelyn）。 它正在重新审视有关如何将小黑猩猩引入部落的政策。